# Blair Glacier
Blair Glacier är en glaciär i Antarktis. Den ligger i Östantarktis. Australien gör anspråk på området.
Terrängen runt Blair Glacier är huvudsakligen platt, men den allra närmaste omgivningen är varierad. Trakten är obefolkad. Det finns inga samhällen i närheten.